# 勝利だ!アクマイザー3
「勝利だ!アクマイザー3」（しょうりだ!アクマイザースリー）は、水木一郎、ならびにこおろぎ'73のシングル。1975年10月10日に日本コロムビアから発売された。

## 解説
表題曲「勝利だ!アクマイザー3」は、テレビドラマ（特撮番組）『アクマイザー3』のオープニングテーマとして使用された。カップリングには、同じく水木一郎が歌う同作エンディングテーマ「すすめザイダベック」が収録されている。
「最新テレビまんが人気者デラックス」（CW-7051、1976年3月発売）には、『アクマイザー3』と『UFOロボ グレンダイザー』の主題歌・挿入歌（合計14曲）が収録されている。

## 収録曲
（全作曲・編曲：渡辺宙明、歌：水木一郎、こおろぎ'73）
1. 勝利だ!アクマイザー3
  - 作詞：石森章太郎
  - テレビドラマ（特撮番組）『アクマイザー3』オープニングテーマ。
2. すすめザイダベック
  - 作詞：八手三郎
  - テレビドラマ（特撮番組）『アクマイザー3』エンディングテーマ。

## カバー
下のほか、スーパーヒーロー魂などのイベントでも他の歌手が（もしくは、水木一郎が他の歌手とともに）「勝利だ!アクマイザー3」などの楽曲を歌っている。
子門真人 ヴォーカル・コンピレーション カヴァー レア・コレクション
子門真人とザ・ブレッスン・フォーによるカバーヴァージョンの「勝利だ!アクマイザー3」が収録。
百歌声爛 -男性声優編-
石川英郎によるカバーヴァージョンの「勝利だ!アクマイザー3」が収録。
TVアニメ『らき☆すた』エンディングテーマ集 〜ある日のカラオケボックス〜
泉こなた（平野綾）によるカバーヴァージョンの「勝利だ!アクマイザー3」が収録。
アニメタル・マラソンII 特撮編
アニメタルによるカバーヴァージョンの「勝利だ!アクマイザー3」が収録。